# St. Peter (Hochschwarzwald)
St. Peter település Németországban, azon belül Baden-Württembergben. Lakosainak száma 2729 fő (2023. december 31.).

## Népesség
A település népessége az elmúlt években az alábbi módon változott:
| Lakosok száma | 1593 | 1825 | 2036 | 2153 | 2131 | 2376 | 2376 | 2487 | 2535 | 2729 |
|               | 1961 | 1967 | 1974 | 1980 | 1987 | 1993 | 2000 | 2006 | 2013 | 2023 |